# Karl Gustav Limpricht
Karl Gustav Limpricht, född 11 juli 1834, död 20 oktober 1902, var en tysk botaniker.
Limpricht blev lärare i naturvetenskap i Breslau 1869, utgav ett flertal bryologiska arbeten och gjorde sig särskilt berömd genom sin beskrivning av mossorna i Ferdinand Cohns Kryptogamenflora von Schlesien (1876–77) och i Gottlob Ludwig Rabenhorsts Kryptogamenflora vin Deutschland, Oesterreich und der Schweiz (1885–1902).